# فرانکی آدامز
فرانکی آدامز (انگلیسی: Frankie Adams; ۳ ژانویهٔ ۱۹۹۴ –) بازیگر، بوکسور، و بازیگر سینما اهل کشور نیوزیلند بود.
او در سریال‌های تلویزیونی فضای گسترده و ونت ورت و فیلم سینمایی موتورهای مرگبار ایفای نقش کرده‌است.